# Steppenkerzen
Steppenkerzen (Eremurus), auch Wüstenschweif, Lilienschweif, Kleopatranadel genannt, sind eine Pflanzengattung in der Unterfamilie Asphodeloideae innerhalb der Familie der  Affodillgewächse (Asphodelaceae). Die 45 bis 59 Arten sind hauptsächlich in West- bis Zentralasien verbreitet. Einige Sorten von einigen Arten werden als Zierpflanzen in Parks und Gärten verwendet.

## Beschreibung

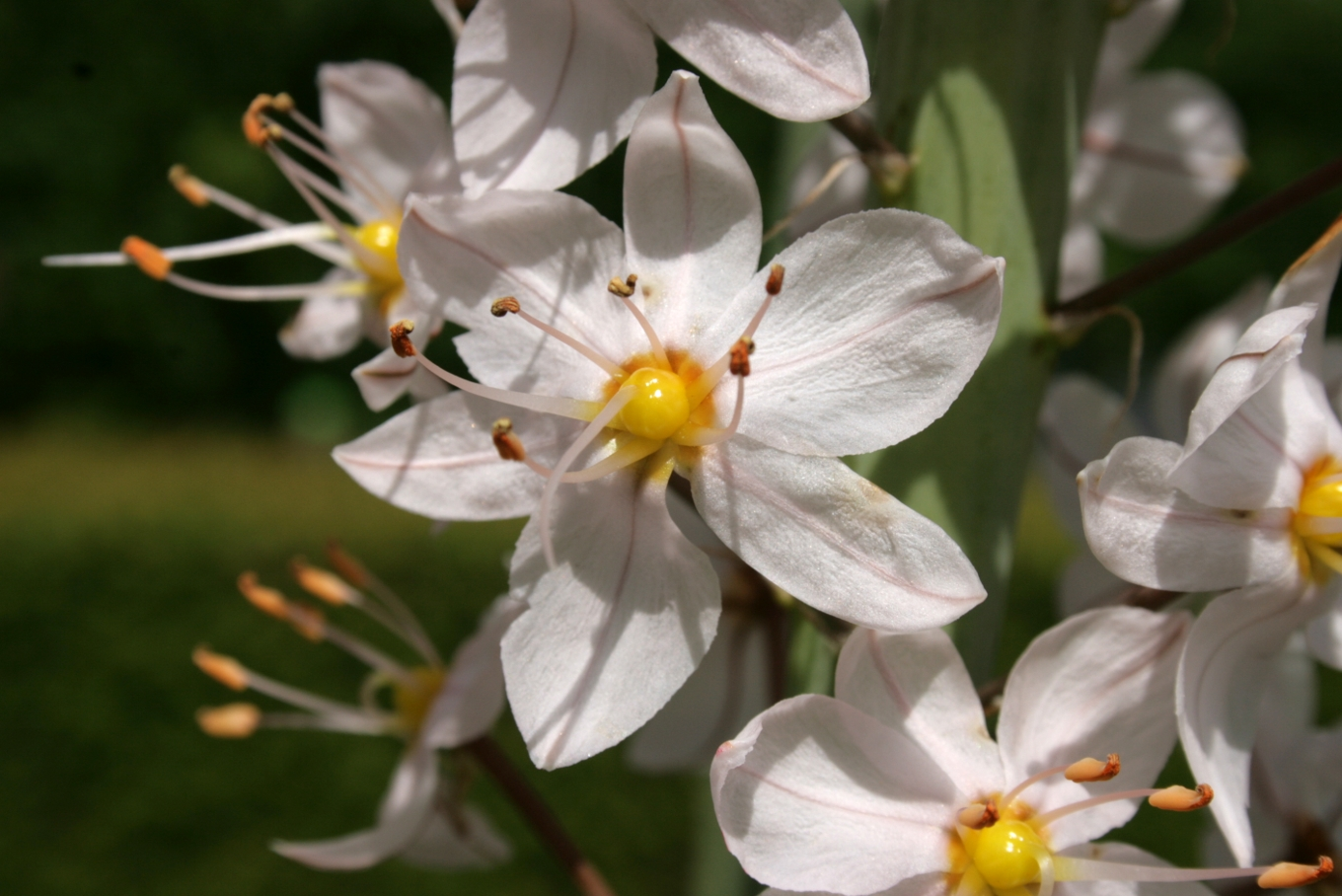
Blüte im Detail der Riesen-Steppenkerze (Eremurus robustus)

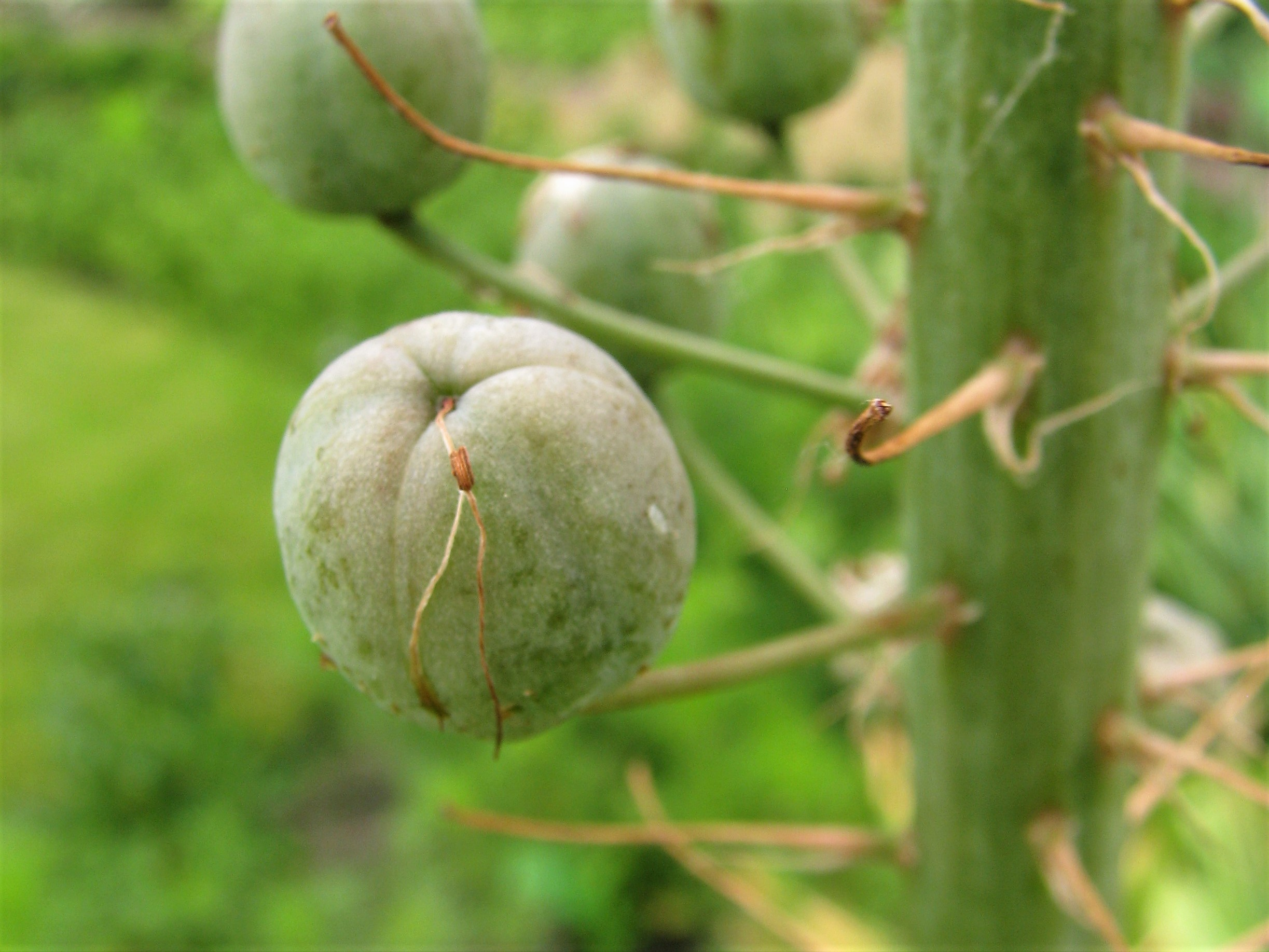
Kapselfrucht der Himalaja-Steppenkerze (Eremurus himalaicus)

### Vegetative Merkmale
Steppenkerzen-Arten sind ausdauernde, krautige Pflanzen, die meist Wuchshöhen von 80 bis 200 Zentimetern erreichen. Sie bilden oft Horste. Als Überdauerungsorgane bilden sie vertikale, kurze, kräftige Rhizome, die am oberen Ende von Blattbasen umgeben sind, manchmal sind auch die Fasern der alten Blattbasen noch vorhanden. Die vielen Wurzeln sind relativ lang, dick und fleischig.
Die Laubblätter sind in grundständigen Rosetten angeordnet. Die einfachen Blattspreiten sind linealisch.

### Generative Merkmale
Endständig ist je Pflanzenexemplar ein unverzweigter, aufrechter Blütenstandsschaft vorhanden, der auf dem größten Teil seiner Länge keine Blätter besitzt, aber Hochblätter am oberen Ende. Viele gestielte Blüten stehen über jedem Tragblatt dicht, traubigen Blütenstände zusammen, die bei einigen Arten sehr hoch sind. Meist verlängert sich der Blütenstandsschaft bis zur Fruchtreife, so dass die Früchte weiter auseinander stehen. Die häutigen Tragblätter besitzen winzig gesägte, ausgefranste oder bewimperte Ränder und lange, dünn zugespitzte obere Enden.
Die zwittrigen Blüten sind radiärsymmetrisch und dreizählig. Die sechs, freien oder nur an ihrer Basis verwachsenen Blütenhüllblätter stehen glockenförmig, röhrig oder becherförmig zusammen. Die Blütenhüllblätter besitzen ein, drei oder fünf Nerven. Es sind zwei Kreise mit je drei Staubblättern vorhanden. Die Staubfäden sind dünn oder verbreitern sich zu ihrer Basis hin. Die Staubbeutel sind dorsifix nahe ihrer Basis; diese Basis besitzt bis zu 0,5 Millimeter lange Anhängsel. Drei Fruchtblätter sind zu einem oberständige, dreikammerigen Fruchtknoten verwachsen. Der relativ lange und dünne Griffel ist haltbar und auch noch bei der Frucht auffällig. Die Narbe ist sehr klein.
Die mehr oder weniger kugeligen, dreifächerigen Kapselfrüchte öffnen sich fachspaltig (= lokulizid) und enthalten je Fruchtfach mehrere Samen. Die Samen sind unregelmäßig dreikantig, manchmal mit Flügeln an den Kanten.

## Ökologie
Ähnlich wie bei den verwandten Asphodelus-Arten meiden Rinder Eremurus-Arten, sodass sie auch in stark beweideten Gebieten eine Überlebenschance haben.

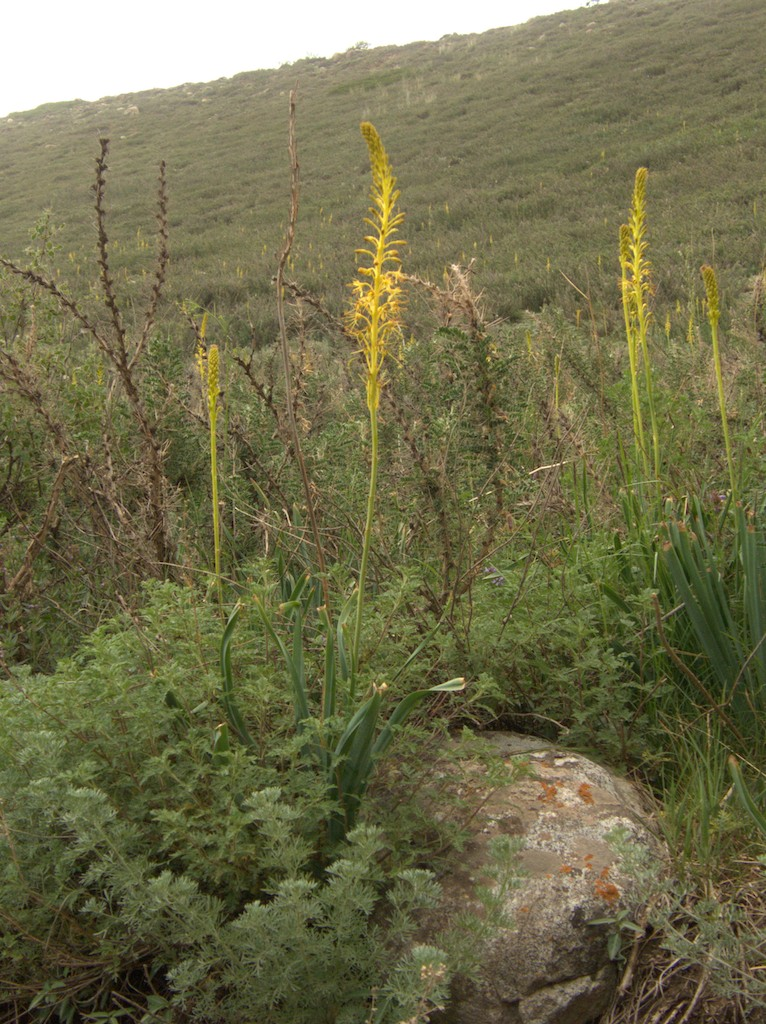
Eremurus alaicus

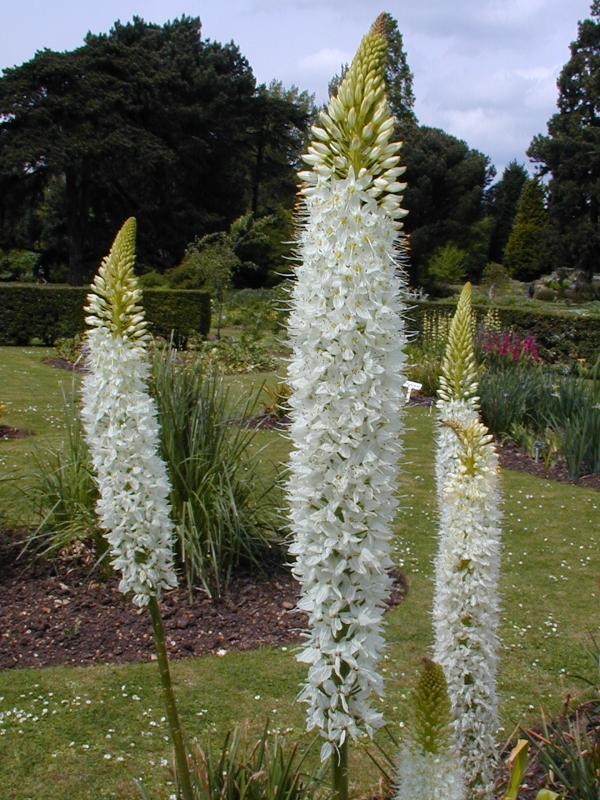
Himalaja-Steppenkerze (Eremurus himalaicus)

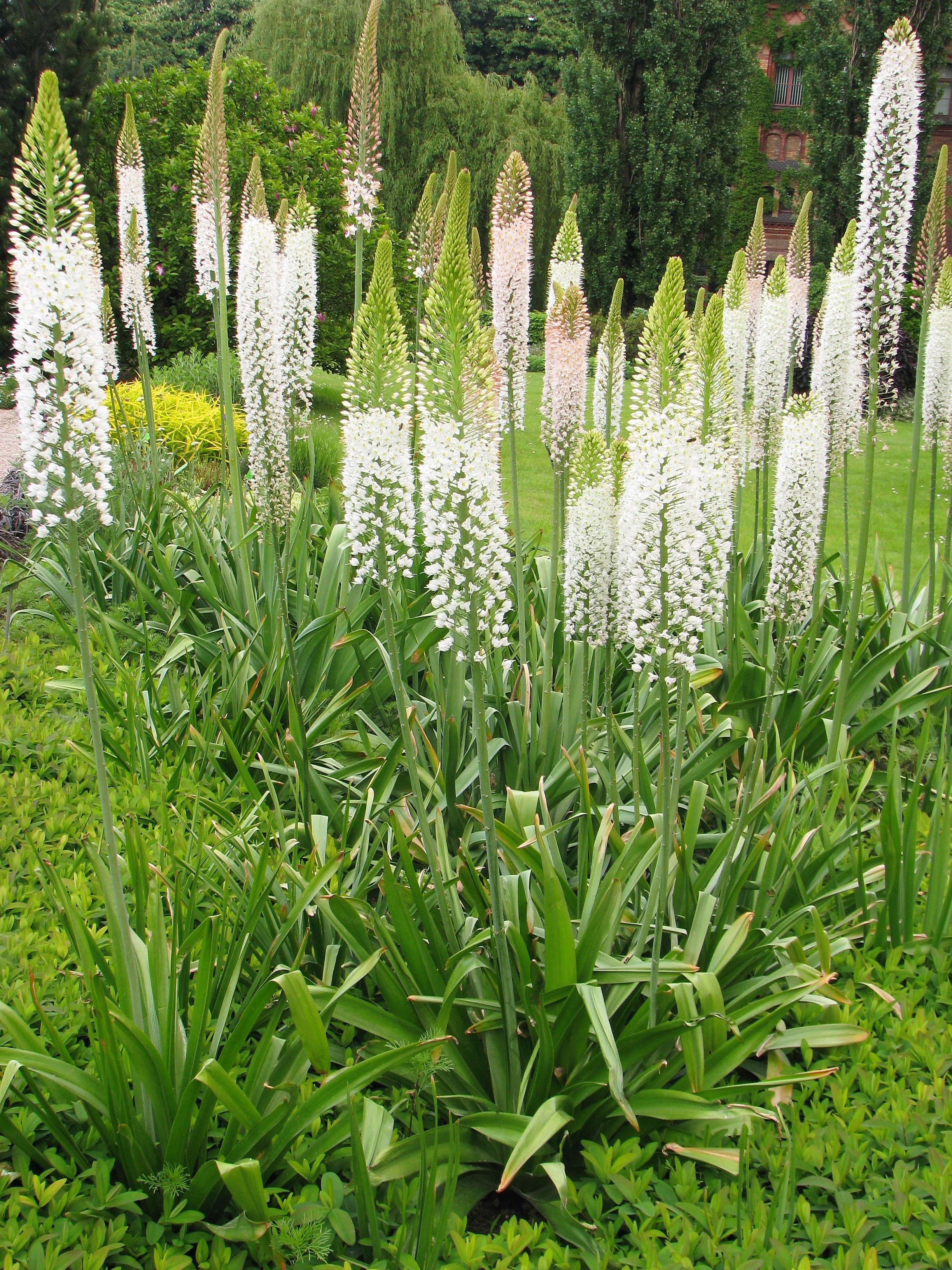
Riesen-Steppenkerze (Eremurus robustus)

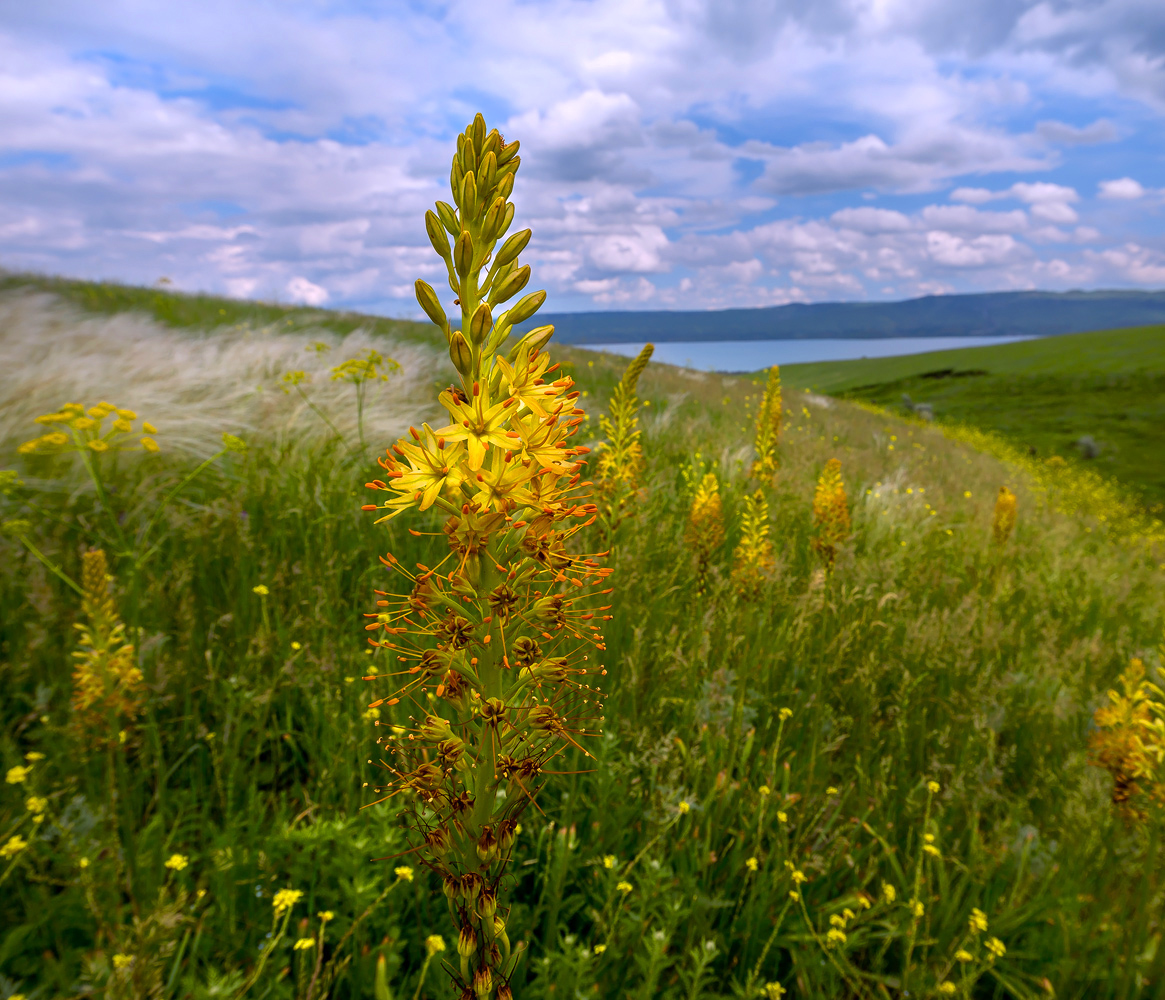
Ansehnliche Steppenkerze (Eremurus spectabilis)

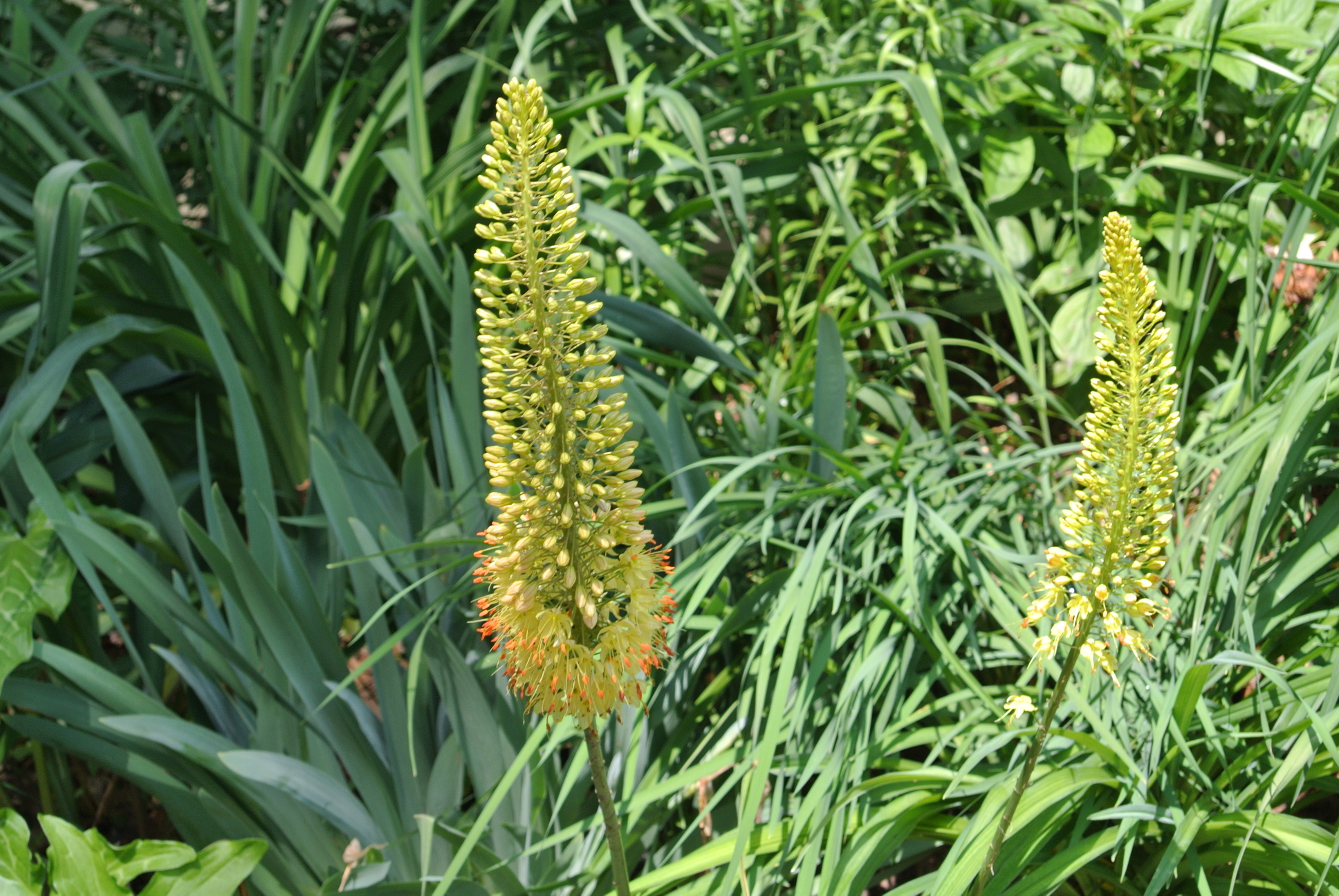
Schmalblättrige Steppenkerze (Eremurus stenophyllus subsp. stenophyllus)

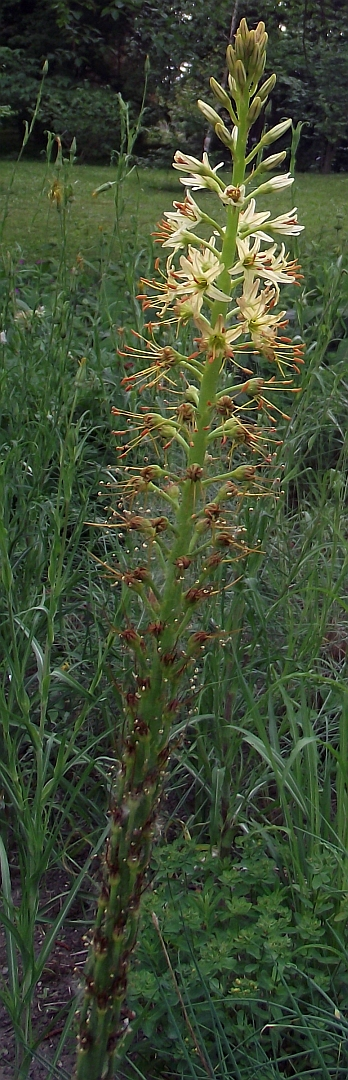
Eremurus thiodanthus

## Systematik und Verbreitung
Die Gattung Eremurus wurde 1819 durch Friedrich August Marschall von Bieberstein in Flora Taurico-Caucasica, Band 3, S. 269 aufgestellt. Typusart ist Eremurus spectabilis M.Bieb. Schon 1810 hatte Bieberstein in Centuria plantarum rariorum Rossiae meridionalis: praesertim Tauriae et Caucasi iconibus descriptionibusque illustrata. Pars I. Typis Academics, Charkoviae, Tafel 61 die Bezeichnung verwendet „Eremurus“. Synonyme für Eremurus M.Bieb. sind: Ammolirion Kar. & Kir., Henningia Kar. & Kir.
Die etwa 59 Arten gedeihen hauptsächlich in den kalten Hochebenen Zentral- und Westasiens. Außerdem reicht das Verbreitungsgebiet noch östlich bis China und westlich bis in die Türkei und in die Ukraine.
Die Gattung Eremurus umfasst folgende Arten und Hybriden:
- Eremurus afghanicus Gilli: Sie kommt im östlichen Afghanistan vor.[3]
- Aitchison-Steppenkerze[7] (Eremurus aitchisonii Baker): Sie kommt von Zentralasien bis Pakistan vor.[3]
- Eremurus alaicus Khalk.: Sie kommt nur in Kirgisistan vor.[3]

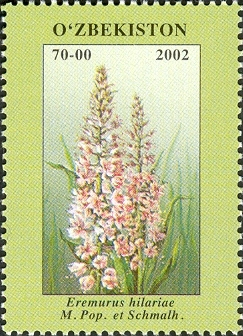
Illustration von Eremurus hilariae auf Briefmarke aus Usbekistan

- Eremurus alberti Regel: Sie kommt von Zentralasien bis Pakistan vor.[3]
- Eremurus × albocitrinus Baker = Eremurus olgae × Eremurus stenophyllus: Sie kommt nur im Iran vor.[3]
- Eremurus altaicus (Pall.) Steven: Sie kommt von Zentralasien (Xinjiang, Kasachstan, Kirgisistan, Tadschikistan, Usbekistan) und Sibirien bis zur Mongolei vor.[1][3]
- Eremurus ammophilus Vved.: Sie kommt in Usbekistan vor.[3]
- Eremurus anisopterus (Kar. & Kir.) Regel: Sie kommt nur in Kasachstan und im Shawan Xian im nördlichen Xinjiang vor.[1]
- Eremurus azerbajdzhanicus Kharkev.: Dieser Endemit kommt nur im östlichen Transkaukasien vor.[3]
- Eremurus bactrianus Wendelbo: Dieser Endemit kommt nur im nordöstlichen Afghanistan vor.[3]
- Eremurus brachystemon Vved.: Sie kommt nur in Tadschikistan vor.[3]
- Buchara-Steppenkerze[7] (Eremurus bucharicus Regel): Sie kommt in Tadschikistan und Afghanistan vor.[3]
- Eremurus candidus Vved.: Sie kommt nur in Tadschikistan vor.[3]
- Eremurus cappadocicus J.Gay ex Baker: Sie kommt von der östlichen Türkei bis zum nördlichen Irak vor.[3]
- Eremurus chinensis O.Fedtsch.: Sie gedeiht in Höhenlagen von 1000 bis 3800 Metern in Tibet und in den chinesischen Provinzen südliches Gansu, Sichuan sowie Yunnan.[1]
- Eremurus chloranthus Popov: Sie kam in Usbekistan vor.[3] Sie gilt als ausgestorben.[8]
- Schopfige Steppenkerze[7] (Eremurus comosus O.Fedtsch.): Sie kommt von Zentralasien bis Afghanistan vor.[3]
- Eremurus cristatus Vved.: Sie kommt in Kasachstan und Kirgisistan vor.[3]
- Eremurus czatkalicus Lazkov: Sie kommt nur in Kirgisistan vor.[3]
- Eremurus ×decoloratus Lazkov & Naumenko = Eremurus lactiflorus × Eremurus regelii: Sie kommt in Kirgisistan vor.[3]
- Eremurus dolichomischus Vved. & Wendelbo: Sie kommt in Afghanistan und Pakistan vor.[3]
- Eremurus furseorum Wendelbo: Dieser Endemit kommt nur nordöstlichen Afghanistan vor.[3]
- Eremurus fuscus (O.Fedtsch.) Vved.: Sie kommt von Zentralasien bis Pakistan vor.[3]
- Eremurus ×gypsaceus Lazkov = Eremurus cristatus × Eremurus zoae: Sie kommt in Kirgisistan vor.[3]
- Eremurus hilariae Popov & Vved.: Sie kommt in Zentralasien vor.[3]
- Himalaja-Steppenkerze[7] (Eremurus himalaicus Baker): Sie kommt von Afghanistan bis zum westlichen Himalaja vor.[3]
- Eremurus hissaricus Vved.: Sie kommt in Zentralasien vor.[3]
- Eremurus iae Vved.: Sie kommt in Tadschikistan und Usbekistan vor.[3]
- Eremurus inderiensis (M.Bieb.) Regel: Sie kommt vom Iran und östlichen europäischen Russland bis Zentralasien (nördliches Xinjiang, Kasachstan, Turkmenistan, Usbekistan) bis Afghanistan und zur Mongolei vor.[1][3]
- Eremurus jungei Juz.: Dieser Endemit kommt nur auf der Krim vor.[3]
- Kaufmann-Steppenkerze[7] (Eremurus kaufmannii Regel): Sie kommt von Zentralasien bis Afghanistan vor.[3]
- Eremurus kopet-daghensis Karrer: Sie kommt vom südlichen Turkmenistan bis zum Iran vor.[3]
- Eremurus korowinii B.Fedtsch.: Sie kommt in Zentralasien vor.[3]
- Eremurus korshinskyi O.Fedtsch.: Sie kommt in Tadschikistan und Afghanistan vor.[3]
- Eremurus lachnostegius Vved.: Sie kommt in Tadschikistan vor.[3]
- Milchweiße Steppenkerze[7] (Eremurus lactiflorus O.Fedtsch.): Sie kommt in Zentralasien vor.[3]
- Eremurus ×ludmillae Levichev & Priszter = Eremurus regelii × Eremurus turkestanicus: Sie kommt nur in Usbekistan vor.[3]
- Eremurus luteus Baker: Sie kommt vom Iran bis Zentralasien vor.[3]
- Eremurus micranthus Vved.: Sie kommt in Tadschikistan vor.[3]
- Eremurus nuratavicus Khokhr.: Sie kommt nur in Usbekistan vor.[3]
- Olga-Steppenkerze[7] (Eremurus olgae Regel): Sie kommt vom Iran bis Zentralasien vor.[3]
- Eremurus parviflorus Regel: Sie kommt in Tadschikistan vor.[3]
- Eremurus persicus (Jaub. & Spach) Boiss.: Sie kommt vom Iran bis zum westlichen Himalaja vor.[3]
- Eremurus pubescens Vved.: Sie kommt nur in Tadschikistan vor.[3]
- Eremurus rechingeri Wendelbo: Dieser Endemit kommt nur im östlichen Irak vor.[3]
- Eremurus regelii Vved.: Sie kommt in Zentralasien vor.[3]
- Riesen-Steppenkerze (Eremurus robustus (Regel) Regel)[7]: Sie kommt in Zentralasien vor.[3]
- Eremurus roseolus Vved.: Sie kommt von Zentralasien bis zu nördlichen Afghanistan vor.[3]
- Eremurus saprjagajevii B.Fedtsch.: Sie kommt in Tadschikistan und Usbekistan vor.[3]
- Sogdische Steppenkerze[7] (Eremurus soogdianus (Regel) Benth. & Hook. f.): Sie kommt von Zentralasien bis Afghanistan vor.[3]
- Ansehnliche Steppenkerze[7] (Eremurus spectabilis M.Bieb.): Sie kommt vom östlichen Mittelmeerraum bis zum Kaukasusraum vor.[3]
- Eremurus stenophyllus (Boiss. & Buhse) Baker: Die etwa drei Unterarten kommen vom Iran bis Pakistan und Zentralasien vor.[3]
  - Schmalblättrige Steppenkerze[7] (Eremurus stenophyllus (Boiss. & Buhse) Baker subsp. stenophyllus, Syn.: Eremurus bungei Baker)
  - Eremurus stenophyllus subsp. ambigens (Vved.) Wendelbo
  - Eremurus stenophyllus subsp. aurantiacus (Baker) Wendelbo
- Eremurus subalbiflorus Vved.: Sie kommt von Turkmenistan bis zum Iran vor.[3]
- Eremurus suworowii Regel: Sie kommt von Zentralasien bis zum nordöstlichen Afghanistan vor.[3]
- Eremurus tadshikorum Vved.: Sie kommt nur in Tadschikistan vor.[3]
- Eremurus tauricus Steven: Sie kommt auf der Krim und im Kaukasusraum vor.[3]
- Eremurus thiodanthus Juz.: Dieser Endemit kommt nur auf der Krim vor.[3]
- Eremurus tianschanicus Pazij & Vved. ex Pavlov: Sie kommt in Zentralasien vor.[3]
- Turkestanische Steppenkerze[7] (Eremurus turkestanicus Regel): Sie kommt in Zentralasien vor.[3]
- Eremurus wallii Rech. f.: Sie kommt nur in Syrien vor.[3]
- Eremurus ×warei Jekyll & E.T.Cook (Syn.: Eremurus ×isabellinus R.Vilm.) = Eremurus olgae × Eremurus stenophyllus: Sie kommt im Iran vor.[3]
- Eremurus zangezuricus Mikheev: Dieser Endemit kommt nur im südlichen Transkaukasien vor.[3]
- Eremurus zenaidae Vved.: Sie kommt in Zentralasien vor.[3]
- Eremurus zoae Vved.: Sie kommt nur in Kirgisistan vor.[3]

## Nutzung
Von wenigen Arten werden die Rhizome oder die Laubblätter gegessen.

## Weiterführende Literatur
- Kosar Naderi Safar, Shahrokh Kazempour Osaloo, Mostafa Assadi, Mahdi Zarei, Maryam Khoshsokhan: Phylogenetic analysis of Eremurus, Asphodelus, and Asphodeline (Xanthorrhoeaceae-Asphodeloideae) inferred from plastid trnL-F and nrDNA ITS sequences. In: Biochemical Systematics and Ecology, Volume 56, 2014, S. 32–39. doi:10.1016/j.bse.2014.04.015